# Riserva naturale dei Ciciu del Villar
Die Riserva naturale dei Ciciu del Villar ist ein 1989 eingerichtetes 63,84 ha großes Naturschutzgebiet in den Cottischen Alpen südwestlich von Turin, genauer zwischen Dronero und Busca im Mairatal. Es wird durch die Ente di gestione del Parco naturale del Marguareis verwaltet und befindet sich bei Villar San Costanzo, genauer bei Costa Pragamonti im oberitalienischen Val Maira, wie es vor Ort heißt, zwischen 650 und 950 m über dem Meeresspiegel. Es besteht ein Besucherzentrum (Centro visite), das sich im Rahmen des geowatching (eine Analogbildung zu Begriffen wie Whalewatching oder Birdwatching, also Wal- bzw. Vogelbeobachten) um Beobachten und Schützen einerseits, aber andererseits auch um die Bildung von Laien bemüht.
Das Gebiet dient dem Schutz der „Erosionssäulen“, „steinernen Pilze“ oder „Erdpyramiden“, die sich am Fuß des Monte San Bernardo erheben, und die im Piemontesischen ‚Puppen‘ oder ‚Hampelmänner‘ (ciciu) heißen. Sie wurden legendär als hundert römische Soldaten gedeutet, die einen Heiligen verfolgten, verflucht wurden und sich in Steine verwandelten. 479 dieser Hervorbringungen der Erosion wurden im Jahr 2000 auf einer Fläche von 25 ha gezählt. Die meisten von ihnen sind nicht mehr als 2 m hoch, doch variiert ihre Höhe zwischen 50 cm und 10 m, ihr Durchmesser in Bodennähe zwischen etwa einem und sieben Metern. Der überaus harte „Hut“ kann bis zu 8 m Durchmesser aufweisen. Während dieser aus Gneis besteht, setzt sich der Fuß des „Pilzes“ aus 90 % Lehm und Sand sowie 10 % Ton zusammen, dazu kommen geringe Mengen von Quarz, Gneis, verbacken mit Silicium und Eisenoxid. Letzteres gibt den ciciu die charakteristische rötliche Farbe.
Die ciciu entstanden während und nach der letzten Kaltzeit. Zu dieser Zeit schmolzen die Gletscher ab und der Fluss Faussimagna, der in die Maira mündete, trug enorme Gesteinsmassen und Schlamm talwärts. Die Füße der dabei entstehenden pilzförmigen Objekte enthielten dabei große Mengen eisenhaltigen Materials. Zugleich stürzten die vom Eis befreiten Gesteinsmassen talwärts, gerieten teilweise in die Faussimagna. Dann wurde das Gelände durch tektonische Bewegungen gehoben. Die aufliegenden Felsen, ganz überwiegend Gneis des Dora-Maira-Massivs, schützten die darunter liegenden weicheren Gesteine vor weiterer Erosion, bzw. verlangsamten sie.

## Flora und Fauna
Im Schutzgebiet wächst vor allem die Flaumeiche und die Kastanie, hinzu kommen etwa 300 weitere Pflanzenarten.
Die Fauna weist zahlreiche Vogelarten auf, darunter Kleiber, Kleinspecht und Grünspecht (diese drei Arten heißen picchio muratore, rosso minore und verde), aber auch Hauben-, Blau- und Schwanzmeise, Sommer- und Wintergoldhähnchen. Hinzu kommen Mäusebussard, Wanderfalke, Stein- und Waldkauz sowie Schleiereule.
Die Säugetiere repräsentiert vor allem der Siebenschläfer, doch auch der Rotfuchs, Wildschwein, Reh sowie Mauswiesel, Steinmarder und Europäischer Dachs werden häufig gesichtet.

## Bildgalerie

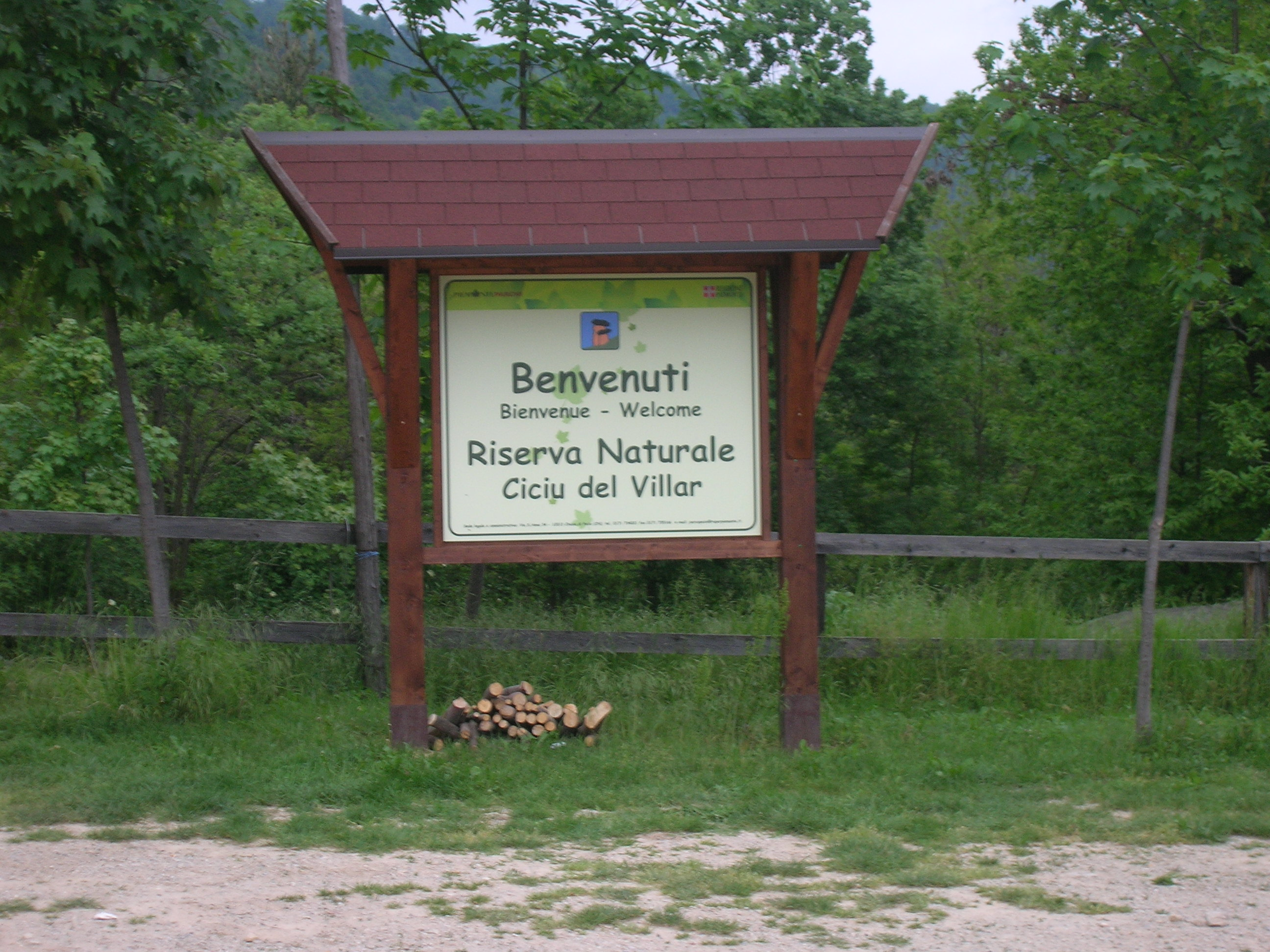
Eingang
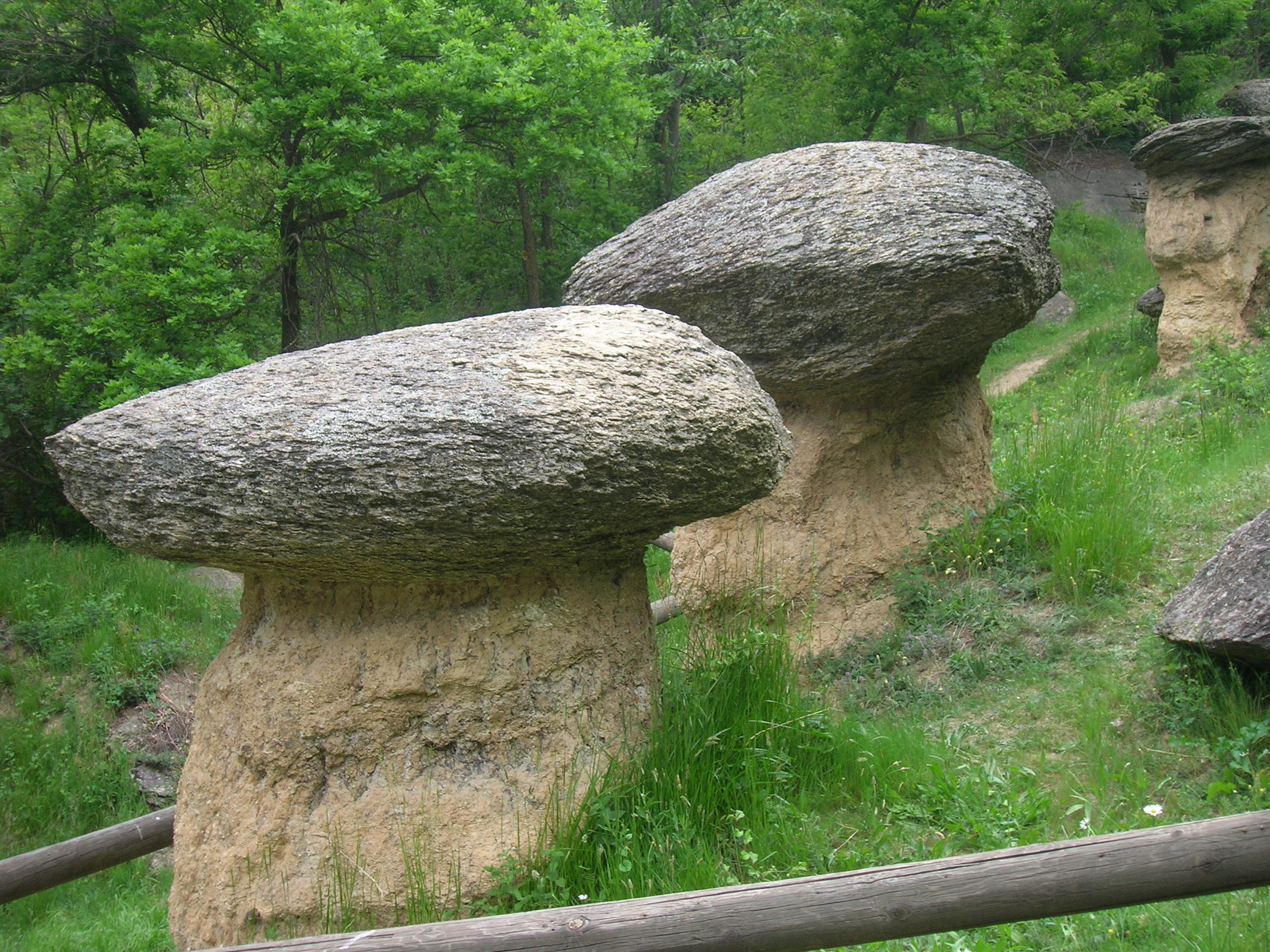
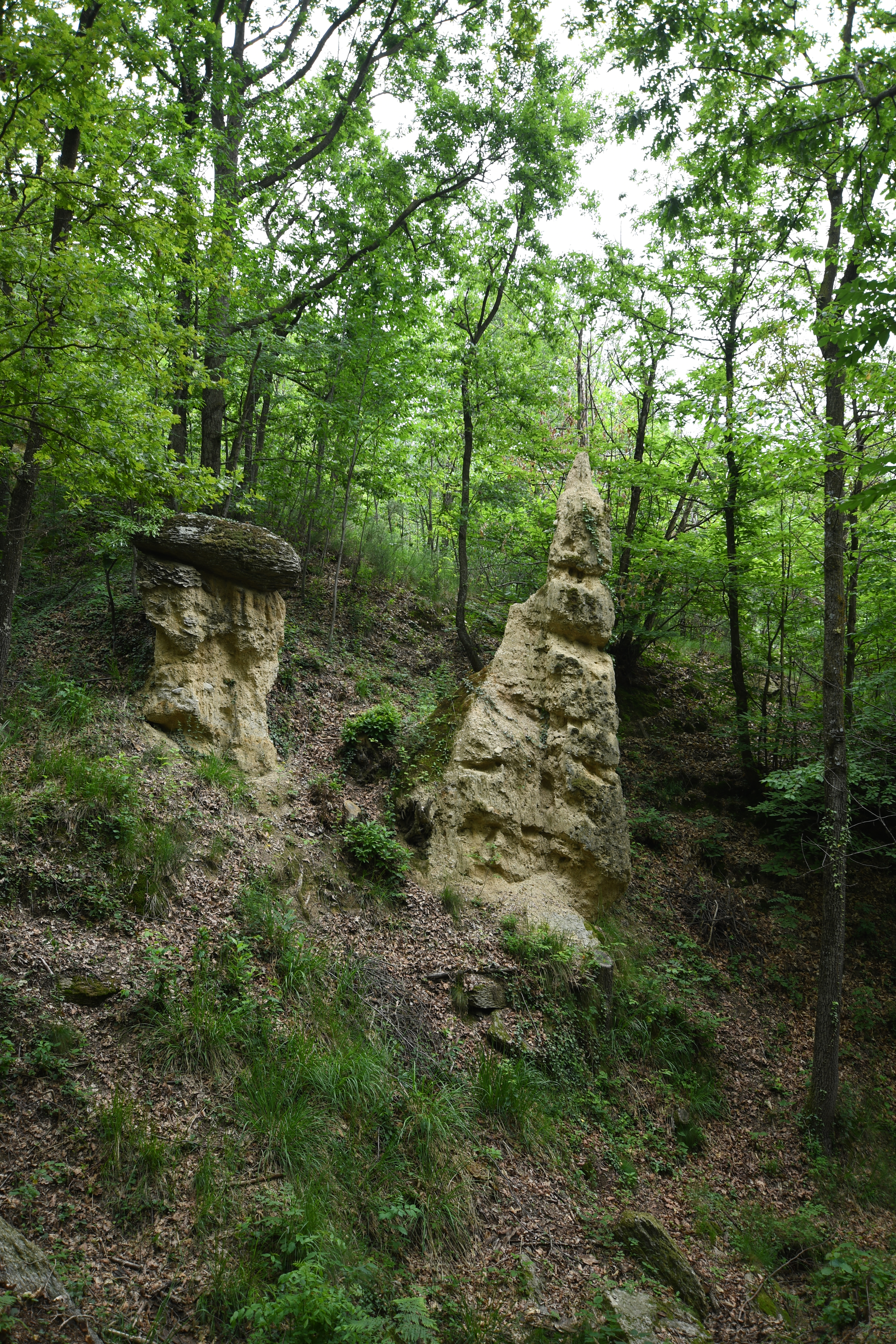
Pyramide
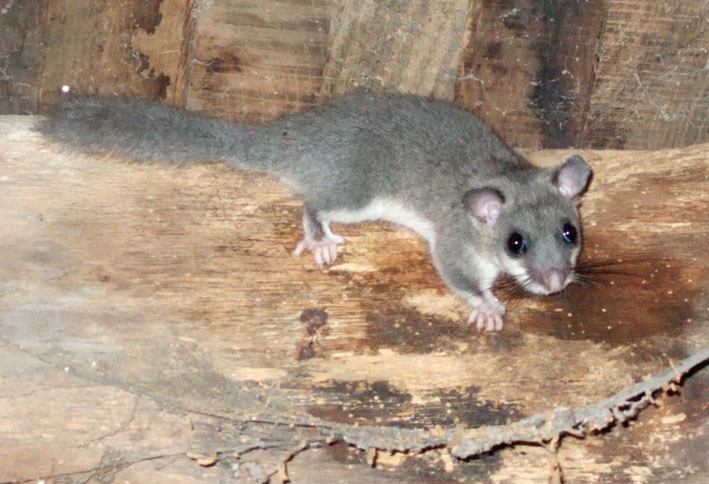
Der Siebenschläfer, hier ghiro genannt, ist im Schutzgebiet verbreitet